# بيرغيت مالزاك فينكمان
بيرغيت مالزاك فينكمان (مواليد 12 أغسطس 1964) هي سياسية وقاضية ألمانية، كانت عضوة في البوندستاغ من 2017 حتى 2021 عن حزب البديل من أجل ألمانيا.
قبض عليها في 7 ديسمبر 2022 هي ومجموعة من المتطرفيين اليمنيين على صلة بحركة مواطني الرايخ كانت تخطط للانقلاب على الحكومة الألمانية.